# Uroteuthis duvaucelii
Uroteuthis duvaucelii is een inktvissensoort uit de familie van de Loliginidae. De wetenschappelijke naam van de soort is voor het eerst geldig gepubliceerd in 1835 door d'Orbigny.